# Te doy la vida
Te doy la vida es una telenovela dramática chilena creada por María José Galleguillos coproducida por Mega y AGTV. Se estrenó el 5 de abril de 2016, y concluyó el 23 de noviembre de 2016.
Protagonizada por Cristián Riquelme y Celine Reymond, y con Álvaro Espinoza con el papel antagónico.

## Sinopsis
Fabián, un mecánico de barrio, ve su vida transformada cuando descubre que es el padre biológico de Nicolás, un joven diagnosticado con leucemia. Para salvarlo, Fabián debe ayudarlo, lo que da lugar a una inesperada amistad. Al mismo tiempo, Isidora, la madre adoptiva de Nicolás, comienza a despertar sentimientos en Fabián, quien debe enfrentarse a nuevos desafíos que pondrán a prueba su corazón y su lealtad familiar.

## Reparto
Una lista completa del reparto confirmado se publicó a través de Mega el 3 de marzo de 2016.

### Principales
- Celine Reymond como Isidora Valdés
- Cristián Riquelme como Fabián Garrido[4]
- Álvaro Espinoza como Emilio San Martín[5]
- María José Illanes como Daniela Valdés
- Osvaldo Silva como Horacio Valdés
- Cecilia Cucurella como Valeria Bianchi
- Carmen Disa Gutiérrez como Ester Maldonado
- Gabriel Prieto como Domingo Garrido
- Carmen Bresky como Mónica Urriola
- Ramón Llao como Nelson Rodríguez
- Constanza Araya como Joanna Rodríguez
- Etienne Bobenrieth como Samuel Garrido
- María de los Ángeles García como Rosa María Chávez
- Ricardo Vergara como Ayrton Mondaca
- Carmen Zabala como Gabriela Valdés
- León Izquierdo como Nicolás San Martín

### Recurrente e invitada especial
- María Elena Duvauchelle como Margarita Martínez[6]

## Audiencia
| Año  | Emisión original   | Emisión original | Emisión original        | Emisión original | Espectadores | Total cuota% |
| Año  | Estreno            | Cuota%           | Término                 | Cuota%           | Espectadores | Total cuota% |
| ---- | ------------------ | ---------------- | ----------------------- | ---------------- | ------------ | ------------ |
| 2016 | 5 de abril de 2016 | 18,0%            | 23 de noviembre de 2016 | 23,6%            | —            | 16,8%        |

## Premios y nominaciones
| 2016 | Copihue de Oro   |                          |                         |          |
| 2016 | Copihue de Oro   | Mejor serie o teleserie  | Mejor serie o teleserie | Nominada |
| 2017 | Premios Caleuche |                          |                         |          |
| 2017 | Premios Caleuche | Mejor actriz protagónica | Celine Reymond          | Nominada |
| 2017 | Premios Caleuche | Mejor actor protagónico  | Álvaro Espinoza         | Nominado |
| 2017 | Premios Caleuche | Mejor actriz de soporte  | Carmen Disa Gutiérrez   | Ganadora |
| 2017 | Premios Caleuche | Mejor actriz de soporte  | Cecilia Cucurella       | Nominada |

## Versiones
- Te doy la vida, telenovela mexicana de Televisa del año 2020, producida por Lucero Suárez y protagonizada por José Ron y Eva Cedeño.[10][11]